# Apiochaeta aequalis
Apiochaeta aequalis är en tvåvingeart som beskrevs av Malloch 1933. Apiochaeta aequalis ingår i släktet Apiochaeta och familjen träflugor. Inga underarter finns listade i Catalogue of Life.